# Nephodia sabulosa
Nephodia sabulosa är en fjärilsart som beskrevs av W. Warren 1906. Nephodia sabulosa ingår i släktet Nephodia och familjen mätare. Inga underarter finns listade i Catalogue of Life.